# Natalie Appleton
Natalie Jane Appleton (* 14. května 1973 Mississauga, Ontario, Kanada) je kanadská zpěvačka, která se proslavila účinkováním v britské skupině All Saints.

## Osobní život
Narodila se v Mississaugue kanadskému otci a britské matce. Kromě mladší sestry Nicole, která taktéž patřila do skupiny All Saints, má Natalie ještě dvě starší sestry Lori a Lee. Během dětství žila v Torontu, New Yorku a Londýně.
V roce 1990 se seznámila se svým budoucím manželem, striptérem Carlem Robinsonem. Roku 1992 mu porodila dceru Rachel a rok později se za něj v New Yorku provdala. Manželství však skončilo roku 1995 rozvodem. V roce 2002 se ve Francii provdala za Liama Howletta, člena The Prodigy a o dva roky později se jim narodil syn Ace Billy.

## Kariéra
Proslavila se jako členka skupiny All Saints, jedné z nejúspěšnějších britských popových skupin 90. let. Kromě Natalie ve skupině působila její sestra Nicole Appleton, dále Melanie Blatt a Shazney Lewis. Skupina vznikla roku 1996 a vydala dvě úspěšné desky All Saints a Saints a Sinners, než se v roce 2001 rozpadla kvůli sporům mezi Natalií a Shazney.
V roce 2002 vytvořily Natalie a Nicole duo Appleton a vydaly svůj první singl Fantasy. Deska s názvem Everything’s Eventual následovala o rok později. K propagaci desky natočily dokument Appleton on Appleton, který ukazoval soukromý život sester.
Roku 2006 skupina All Saints ohlásila comeback, vydala desku Studio 1, ale o rok později se opět rozpadla.
V roce 2000 se Natalie, Nicole a Melanie objevily v krimi komedii Honest, která však divácky propadla a roku 2004 účinkovala v britské verzi reality show I'm a Celebrity... Get Me Out of Here!.